# Trichoniscus humus
Trichoniscus humus är en kräftdjursart som beskrevs av Stanley B. Mulaik 1942. Trichoniscus humus ingår i släktet Trichoniscus och familjen Trichoniscidae. Inga underarter finns listade i Catalogue of Life.